# Concert du nouvel an 1969 à Vienne
Le concert du nouvel an 1969 de l'orchestre philharmonique de Vienne, qui a eu lieu le 1er janvier 1969, est le 29e concert du nouvel an qui s'est tenu au Musikverein, à Vienne, en Autriche. Il est dirigé pour la 15e fois consécutive par le chef d'orchestre autrichien Willi Boskovsky.
Johann Strauss II y est toujours le compositeur principal, mais son frère Josef est représenté avec trois pièces. De plus, avec deux pièces, leur frère Eduard fait son retour dans le programme après quatre ans, et leur père Johann présente une autre œuvre que sa célèbre Marche de Radetzky qui traditionnellement clôt le concert.
Seules trois pièces sur les seize au total sont jouées pour la première fois au concert du nouvel an.

## Programme
Les pièces suivies d'un astérisque (*) sont jouées pour la première fois.

### Première partie
1. Johann Strauss II : ouverture de l'opérette Waldmeister
2. Johann Strauss II : I-Tipferl-Polka, polka française. op. 377
3. Eduard Strauss : Fesche Geister, valse, op. 75*
4. Josef Strauss : Die Emancipirte, polka-mazurka, op. 282
5. Johann Strauss II : Banditen-Galopp, galop, op. 378
6. Johann Strauss II : Accelerationen, valse, op.234

### Deuxième partie
1. Johann Strauss II : ouverture de l'opérette Cagliostro in Wien
2. Johann Strauss II : Roses du Sud, valse, op. 388
3. Johann Strauss II : So ängstlich sind wir nicht!, polka rapide, op. 413*
4. Johann Strauss II : Neue Pizzicato-Polka, polka, op. 449
5. Josef Strauss : Die Schwätzerin, polka-mazurka, op. 144
6. Josef Strauss : Auf Ferienreisen, polka rapide, op. 133
7. Johann Strauss : Seufzer-Galopp, galop, op. 9*
8. Eduard Strauss : Bahn frei, polka rapide, op. 45
9. Johann Strauss II : Wein, Weib und Gesang, valse, op. 333
10. Johann Strauss II : marche d'ouverture de l'opérette Der Zigeunerbaron